# Oczy muszlowe
Oczy muszlowe – występujące u niektórych chitonów (Polyplacophora) fotoczułe komórki z mikrokosmkami, niezawierające pigmentu. Pełnią funkcję narządu wzroku.  Najgęściej rozsiane są w przedniej części płaszcza. Oczy muszlowe charakteryzują się budowę prostszą niż oczy złożone, ale bardziej skomplikowaną niż budowa estety (wyrostek czuciowy) z fotoreceptorem.